# Nodelandsheia
Nodelandsheia is een plaats in de Noorse gemeente Kristiansand, provincie Agder. Nodelandsheia telt 1200 inwoners (2007) en heeft een oppervlakte van 0,62 km².